# Ammothella hedgpethi
Ammothella hedgpethi är en havsspindelart som beskrevs av Fage, L. 1953. Ammothella hedgpethi ingår i släktet Ammothella och familjen Ammotheidae. Inga underarter finns listade i Catalogue of Life.